# Stomphia polaris
Stomphia polaris är en havsanemonart som först beskrevs av Daniel Cornelius Danielssen 1890.  Stomphia polaris ingår i släktet Stomphia och familjen Actinostolidae. Inga underarter finns listade i Catalogue of Life.